# Leucemia linfocítica granular
Leucemia linfocítica granular ou LLG é um tipo de leucemia que pode surgir tanto de célula T como de célula NK. No caso de origem T, a doença é chamada de Leucemia linfocítica granular T Leucemia linfocítica granular T  no caso de origem NK é chamada de Leucemia agressiva células NK. As duas doenças têm morfologia celular similar mas fenótipo e achados clínicos diferentes.

## Tipos de LLG
- Leucemia linfocítica granular T
- Leucemia agressiva células NK

## Principais diferenças entre as LLGs
- Imunofenotipagem:
  - Leucemia linfocítica granular T: CD3+, CD4–, CD8+, CD16+, CD56–, CD57+. Menos comum: CD4+ e CD8+.
  - Leucemia agressiva células NK: Receptor célula T (TCR) +, geralmente CD3–, CD4–, CD8–, CD16+, CD56+, e CD57–.
- Sistema Imune:
  - Leucemia linfocítica granular T: anormalidades sistema imune humoral com fator reumatóide positivo.
  - Leucemia agressiva células NK: sem avaliação.